# Trentepohlia subpennipes
Trentepohlia subpennipes är en tvåvingeart som beskrevs av Alexander 1957. Trentepohlia subpennipes ingår i släktet Trentepohlia och familjen småharkrankar. Inga underarter finns listade i Catalogue of Life.